# Bibiocephala grandis
Bibiocephala grandis is een muggensoort uit de familie van de Blephariceridae. De wetenschappelijke naam van de soort is voor het eerst geldig gepubliceerd in 1874 door Osten Sacken.